# Baku Yumemakura
Baku Yumemakura (夢枕獏, Yumemakura Baku), né le 1er janvier 1951 à Odawara, est un auteur japonais contemporain de science-fiction et d'aventure.

## Biographie
Baku Yumemakura est célèbre pour son roman Jōgen no tsuki o taberu shishi (上弦の月を喰べる獅子, « Le Lion qui mangea le croissant de lune »). Cette œuvre a remporté en 1990 deux prix littéraires au Japon : le prix Seiun et le Grand prix Nihon SF.
Il est très sollicité par les éditeurs de manga pour adapter ses œuvres. L'adaptation par Jirō Taniguchi de son roman Le Sommet des dieux (神々の山嶺, Kamigami no itadaki, 2000-2003), couronnée par le Prix du dessin lors du festival d'Angoulême 2005, a remporté un grand succès populaire en Europe occidentale. Garôden (餓狼伝, Garōden, « La légende de la lutte contre les loups »), initialement une série populaire sur les arts martiaux, a été également adaptée en manga par Taniguchi en 1989 et 1990 (uniquement le premier volume), ainsi que par Keisuke Itagaki, puis a donné lieu à deux jeux vidéo.
Baku Yumemakura a également écrit des scénarios de films, dont celui de Onmyōji (陰陽師, The Yin-Yang Master), réalisé par Yōjirō Takita et sorti en 2001.
Il a aussi été président de la SFWJ (Société japonaise des auteurs de science-fiction).